# Депортиво Кито
«Депортиво» Кито (исп. Sociedad Deportivo Quito) — эквадорский футбольный клуб из города Кито. Исторически третий клуб столицы Эквадора по титулам и количеству болельщиков после ЛДУ Кито и «Эль Насьоналя».

## История
9 июля 1940 года в Кито был образован клуб Sociedad Deportiva Argentina («Сосьедад Депортива „Аргентина“»). 1 октября 1954 года «Аргентина» совместно с «Аукасом» (Sociedad Deportiva Aucas) и «Эспаньей» (Sociedad Deportiva España) образовали «Ассоциацию нелюбительского футбола Пичинчи» (Asociación de Fútbol No Amateur (AFNA) de Pichincha). 27 февраля 1955 года этот клуб был реформирован и переименован в (Sociedad Deportivo Quito) («Сосьедад Депортиво Кито»), название, используемое до сих пор. Именно это считается датой основания «Депортиво Кито».
1960-е годы были весьма успешными для клуба, который выиграл в этот период два чемпионата Эквадора. Но уже в следующем десятилетии «Депортиво» резко снизил спортивные показатели и опустился в Серию B. С середины 1980-х началось возвращение команды в число ведущих клубов страны. В 1985 и 1988 годах «Депортиво» становился вице-чемпионом Эквадора и попадал в Кубок Либертадорес. В те годы в команде блистал один из лучших футболистов в истории Эквадора Алекс Агинага.
В 2008 году, когда ЛДУ Кито завоевал для Эквадора первый в истории страны Кубок Либертадорес, «Депортиво Кито» сильно и уверенно провёл чемпионскую кампанию и завоевал свой третий титул спустя 40 лет после предыдущего успеха. В 2009 году «Депортиво Кито» выступил в основном раунде Кубка Либертадорес (впервые с 1998 года). В конце года команда аргентинского тренера Рубена Инсуа подтвердила свой чемпионский титул.
По итогам сезона 2015 пятикратный чемпион Эквадора «Депортиво Кито» занял последнее, 12-е место в Серии A, и вылетел во второй дивизион.

## Титулы и достижения
- Чемпион Эквадора (5): 1964, 1968, 2008, 2009, 2011
  - Вице-чемпион Эквадора (3): 1985, 1988, 1997
  - Чемпион Эквадора в Серии B (1): 1980
- Участник Кубка Либертадорес (10): 1965, 1969, 1986, 1989, 1998, 2009, 2010, 2011, 2012, 2014. Лучший результат — 1/8 финала в 1989
- Участник Южноамериканского кубка (4): 2008, 2010, 2011, 2012